# Кобамамид
Кобаламид (англ. Adenosylcobalamin (AdoCbl)) — витамин, также известный как аденозилкобаламин и дибенкозид. Вместе с метилкобаламином (MeCbl) является одной из активных форм витамина B12. В качестве пищевой добавки доступен в форме таблеток, но (в отличие от цианкобаламина, метилкобаламина и гидроксокобаламина) его невозможно вводить в кровь напрямую.
Отличается от цианокобаламина тем, что атом кобальта в последнем присоединен к цианогруппе.

## Функции
Аденозилкобаламин участвует в качестве кофактора в опосредованных радикалами перестройках 1,2-углеродного скелета. Эти процессы требуют образования дезоксиаденозильного радикала путем гомолитической диссоциации углерод-кобальтовой связи. Эта связь исключительно слабая, с энергией диссоциации связи 31 ккал / моль, которая дополнительно снижается в химическом окружении активного центра фермента. Ферментом, который использует аденозилкобаламин в качестве кофактора, является метилмалонил-КоА мутаза (MCM).
Дальнейшие эксперименты также определили роль аденозилкобаламина в регуляции экспрессии некоторых бактериальных генов. Связываясь с CarH, AdoCbl может модулировать гены каротиноидов, которые придают теплую окраску различным растениям. Транскрипция каротиноидов активируется солнечным светом из-за реакции AdoCbl. Существуют и другие фоторецепторы в различных бактериальных сообществах, помимо CarH, которые также обладают реактивной способностью при связывании с AdoCbl. Например, AerR является ещё одним фактором, который использует AdoCbl для выделения фиолетовой пигментации. Дополнительное изучение ферментов, связанных с аденозилкобаламином, и развитие этого кофактора с течением времени может доказать, что он выполняет регуляторную функцию ДНК и РНК.